# Campeonato Potiguar de Futebol de 2014
O Campeonato Potiguar de Futebol de 2014, oficialmente Campeonato Potiguar Chevrolet 2014 foi a 95ª edição do campeonato estadual de futebol do Rio Grande do Norte. A competição deu vagas à Copa do Brasil de 2015, à Copa do Nordeste de 2015, e à Série D do Campeonato Brasileiro de 2014.
Em 2014, O Troféu do Campeonato presta homenagem à Arena das Dunas. Pelo terceiro ano consecutivo a (FNF), preparou um troféu especial para vencedor do Campeonato Potiguar Chevrolet. A iniciativa de prestar homenagem às belezas do estado começou em 2012, quando a Fortaleza dos Reis Magos foi representada. Em 2013, o Farol de Mãe Luiza foi o grande destaque.
O concurso Musa do Futebol Potiguar 2014, foi realizado pela Federação Norte-Rio-Grandense de Futebol (FNF), a responsável pela promoção do Regulamento. A Tráfego Models, empresa do jornalista George Azevedo, foi a coordenadora técnica do concurso e o Esporte Interativo foi a divulgadora da Promoção. Para participar era só entrar na página do Concurso na internet, no endereço: (“Portal do Concurso”).

## Fórmula de disputa
O Campeonato Potiguar de 2014 ocorreu de janeiro a maio de 2014, e contou com dez clubes, correspondentes aos nove melhores colocados da edição de 2013 e ao campeão da segunda divisão de 2013.
A primeira fase, chamada de Copa FNF, foi a fase classificatória para a segunda fase. A mesma foi disputada por 8 (oito) clubes e que estiveram divididos em dois grupos com quatro times cada grupo, o Grupo A (Grupo da Capital), foi composto pelo ABC, Alecrim, Globo e Palmeira e Grupo B (Grupo do Interior), foi composto por ASSU, Baraúnas, Corintians de Caicó e Santa Cruz-RN. Ao final da primeira fase, as três melhores equipes de cada grupo se classificam para a segunda fase.
A final da "Copa FNF" foi realizada entre o melhor colocado de cada grupo, decidida em jogos de ida e volta, O vencedor foi classificado para a Copa do Brasil em 2015. As equipes de pior campanha em cada grupo disputaram, em partidas de ida e volta, o time que seria rebaixado para o Estadual de 2015.
A Segunda Fase foi dividida em dois turnos de pontos corridos. Nesta fase, os clubes que não disputaram a Primeira fase, sendo eles América de Natal e Potiguar de Mossoró se juntaram aos demais clubes classificados na "Copa FNF", devido à participação das duas equipes na Copa do Nordeste. No primeiro turno, chamado de "Copa Rio Grande do Norte", as equipes se enfrentaram em jogos de ida. No segundo turno, chamado de "Copa Cidade de Natal", os clubes disputaram as partidas de volta. A equipe campeã em cada turno se classificou para a final do Campeonato Potiguar. Os dois clubes finalistas serão os representantes potiguares na Copa do Nordeste em 2015 e se juntam ao campeão da primeira fase, na Copa do Brasil de 2015.
A Decisão do campeonato estadual foi disputada em duas partidas, pelo sistema de ida e volta, com mando de campo da segunda partida para a equipe que somasse mais pontos, considerando toda a segunda fase. Em caso de a mesma equipe vencer os dois turnos da segunda fase, o vice-campeão seria a segunda equipe de maior pontuação no campeonato. Ao término da competição, foi fornecida também uma vaga para o Campeonato Brasileiro da Série D de 2014, excetuando-se ABC e América, que disputarão a Série B, e Baraúnas, que disputará a Série D.

### Critérios de desempate
Em caso de empate entre duas ou mais equipes no número de pontos ganhos, foram aplicados os seguintes critérios de desempate, na seguinte ordem:
1. Maior número de vitórias;
2. Maior saldo de gols;
3. Maior número de gols marcados;
4. Menor número de cartões vermelhos;
5. Menor número de cartões amarelos;
6. Sorteio.

## Participantes
a. ^  O ABC entrou em campo na primeira rodada, contra o Palmeira de Goianinha, no Estádio Nazarenão. Por conta da reforma no gramado do Estádio Frasqueirão, a equipe alvinegra deveria mandar a segundo partida, com mando de campo, também no Nazarenão. Depois, faria os jogos na Arena das Dunas, com capacidade para 31.375 torcedores.

## Primeira fase (Copa FNF)

### Grupo A
| 1 | Globo FC | 10 | 6 | 2 | 4 | 0 | 9 | 4  | 5  |
| 2 | ABC      | 9  | 6 | 2 | 3 | 1 | 8 | 5  | 3  |
| 3 | Alecrim  | 5  | 6 | 0 | 5 | 1 | 6 | 8  | –2 |
| 4 | Palmeira | 4  | 6 | 0 | 4 | 2 | 5 | 11 | –6 |

| ABC      | —   | 2–0 | 1–1 | 3–0 |
| Alecrim  | 1–1 | —   | 1–1 | 1–1 |
| Globo    | 2–0 | 1–1 | —   | 3–0 |
| Palmeira | 1–1 | 2–2 | 1–1 | —   |

|  |                                                                   |
|  | Classificado para a segunda fase e para final da Copa FNF         |
|  | Classificado para a segunda fase                                  |
|  | Duelo contra descenso (Rebaixamento para segunda divisão de 2015) |

|  |                      |
|  | Vitória do mandante  |
|  | Vitória do visitante |
|  | Empate               |

### Grupo B
| 1 | Baraúnas            | 12 | 6 | 3 | 3 | 0 | 7  | 4  | 3  |
| 2 | Santa Cruz-RN       | 10 | 6 | 3 | 1 | 2 | 11 | 4  | 7  |
| 3 | Corintians de Caicó | 9  | 6 | 2 | 3 | 1 | 6  | 9  | –3 |
| 4 | ASSU                | 1  | 6 | 0 | 1 | 5 | 3  | 10 | –7 |

| ASSU                | —   | 2–3 | 0–2 | 0–1 |
| Baraúnas            | 0–0 | —   | 2–0 | 2–1 |
| Corintians de Caicó | 2–1 | 0–0 | —   | 1–1 |
| Santa Cruz-RN       | 2–0 | 0–1 | 6–0 | —   |

|  |                                                                   |
|  | Classificado para a segunda fase e para final da Copa FNF         |
|  | Classificado para a segunda fase                                  |
|  | Duelo contra descenso (Rebaixamento para segunda divisão de 2015) |

|  |                      |
|  | Vitória do mandante  |
|  | Vitória do visitante |
|  | Empate               |

### Jogo de Ida
| 2 de fevereiro de 2014 | ASSU                      | 2 - 1          | Palmeira    | Edgarzão, Assu                                                    |
| 17:00                  | Sandro 57' · Leonardo 70' | Súmula Borderô | Quirino 31' | Público: 291 Árbitro: RN Leandro Saraiva Dantas de Oliveira (CBF) |

### Jogo de Volta
| 05 de fevereiro de 2014 | Palmeira    | 1 - 0          | ASSU | Nazarenão, Goianinha                                   |
| 20:30                   | Quirino 55' | Súmula Borderô |      | Público: 413 Árbitro: RN Caio Max Augusto Vieira (CBF) |

|                           |       | Penalidades                  |  |
| Paulinho Poty Nino Jobert | 4 – 2 | Glaubinho Marcelo Dudu Dinho |  |

### Jogo de Ida
| 02 de fevereiro de 2014 | Globo FC | 0 - 0          | Baraúnas | Barretão, Ceará-Mirim                              |
| 09:00                   |          | Súmula Borderô |          | Público: 2 321 Árbitro: RN Emanuel Eduardo Marinho |

### Jogo de Volta
| 06 de fevereiro de 2014 | Baraúnas    | 1 - 1          | Globo             | Nogueirão, Mossoró                                                   |
| 18:15                   | Vaninho 24' | Súmula Borderô | Ricardo Lopes 10' | Público: 2 632 Árbitro: RN Suelson Diógenes de França Medeiros (CBF) |

|                                          |       | Penalidades                                |  |
| Renatinho Carioca Da Silva Allan Vaninho | 0 – 2 | Didi Potiguar Ricardo Lopes Miller Everton |  |

| Copa FNF de 2014                        |
| --------------------------------------- |
|                                         |
| Globo Futebol Clube Campeão (1º título) |

### Desempenho por rodada
- Clubes que lideraram a Copa FNF ao final de cada rodada:

### Grupo A
| Rodadas | Rodadas | Rodadas | Rodadas | Rodadas | Rodadas |
| ------- | ------- | ------- | ------- | ------- | ------- |
| 1       | 2       | 3       | 4       | 5       | 6       |
| ABC     | ABC     | ABC     | GLO     | GLO     | GLO     |
| ALE     |         |         | GLO     | GLO     | GLO     |
| GLO     |         |         | GLO     | GLO     | GLO     |
| PAL     |         |         | GLO     | GLO     | GLO     |

### Grupo B
| Rodadas | Rodadas | Rodadas | Rodadas | Rodadas | Rodadas |
| ------- | ------- | ------- | ------- | ------- | ------- |
| 1       | 2       | 3       | 4       | 5       | 6       |
| STC     | STC     | STC     | BAR     | STC     | BAR     |

- Clubes que ficaram na última posição da Copa FNF ao final de cada rodada:

### Grupo A
| Rodadas | Rodadas | Rodadas | Rodadas | Rodadas | Rodadas |
| ------- | ------- | ------- | ------- | ------- | ------- |
| 1       | 2       | 3       | 4       | 5       | 6       |
| ABC     | ABC     | ABC     | ABC     | PAL     | PAL     |
| ALE     |         |         | ABC     | PAL     | PAL     |
| GLO     |         |         | ABC     | PAL     | PAL     |
| PAL     |         |         | ABC     | PAL     | PAL     |

### Grupo B
| Rodadas | Rodadas | Rodadas | Rodadas | Rodadas | Rodadas |
| ------- | ------- | ------- | ------- | ------- | ------- |
| 1       | 2       | 3       | 4       | 5       | 6       |
| COR     | COR     | ASS     | ASS     | ASS     | ASS     |

## Segunda fase

### Primeiro turno (Copa RN)
| Classificação | Classificação       | Classificação | Classificação | Classificação | Classificação | Classificação | Classificação | Classificação | Classificação | Classificação | Classificação |
| Pos           | Times               | Pts           | J             | V             | E             | D             | GP            | GC            | SG            | %             |               |
| ------------- | ------------------- | ------------- | ------------- | ------------- | ------------- | ------------- | ------------- | ------------- | ------------- | ------------- | ------------- |
| 1             | Globo               | 13            | 7             | 4             | 1             | 2             | 15            | 8             | 7             | 61,9          |               |
| 2             | América de Natal    | 13            | 7             | 4             | 1             | 2             | 15            | 13            | 2             | 61,9          |               |
| 3             | Alecrim             | 12            | 7             | 3             | 3             | 1             | 9             | 6             | 3             | 57,1          |               |
| 4             | Baraúnas            | 10            | 7             | 2             | 4             | 1             | 9             | 8             | 1             | 47,6          |               |
| 5             | ABC                 | 9             | 7             | 2             | 3             | 2             | 9             | 9             | 0             | 42,9          |               |
| 6             | Corintians de Caicó | 8             | 7             | 2             | 2             | 3             | 11            | 13            | -2            | 38,1          |               |
| 7             | Potiguar de Mossoró | 5             | 7             | 1             | 2             | 4             | 6             | 11            | -5            | 23,8          |               |
| 8             | Santa Cruz-RN       | 4             | 7             | 0             | 4             | 3             | 6             | 12            | -6            | 19,0          |               |

| Copa Rio Grande do Norte de 2014        |
| --------------------------------------- |
|                                         |
| Globo Futebol Clube Campeão (1º título) |

|  |                                                                 |
|  | Campeão da Copa RN, ganha uma vaga na Copa do Nordeste de 2015. |

### Desempenho por rodada
Clubes que lideraram ao final de cada rodada:
| Rodadas | Rodadas | Rodadas | Rodadas | Rodadas | Rodadas | Rodadas |
| ------- | ------- | ------- | ------- | ------- | ------- | ------- |
| 1       | 2       | 3       | 4       | 5       | 6       | 7       |
| GLO     | GLO     | ALE     | GLO     | GLO     | ALE     | GLO     |

Clubes que ficaram na última posição ao final de cada rodada:
| Rodadas | Rodadas | Rodadas | Rodadas | Rodadas | Rodadas | Rodadas |
| ------- | ------- | ------- | ------- | ------- | ------- | ------- |
| 1       | 2       | 3       | 4       | 5       | 6       | 7       |
| BAR     | STC     | STC     | STC     | STC     | STC     | STC     |

### Segundo turno (Copa Cidade de Natal)
| Classificação | Classificação       | Classificação | Classificação | Classificação | Classificação | Classificação | Classificação | Classificação | Classificação | Classificação | Classificação |
| Pos           | Times               | Pts           | J             | V             | E             | D             | GP            | GC            | SG            | %             |               |
| ------------- | ------------------- | ------------- | ------------- | ------------- | ------------- | ------------- | ------------- | ------------- | ------------- | ------------- | ------------- |
| 1             | América de Natal    | 19            | 7             | 6             | 1             | 0             | 16            | 8             | 8             | 90,5          |               |
| 2             | ABC                 | 12            | 7             | 4             | 0             | 3             | 12            | 7             | 5             | 57,1          |               |
| 3             | Potiguar de Mossoró | 12            | 7             | 3             | 3             | 1             | 11            | 10            | 1             | 57,1          |               |
| 4             | Alecrim             | 10            | 7             | 3             | 1             | 3             | 9             | 8             | 1             | 47,6          |               |
| 5             | Globo FC            | 10            | 7             | 3             | 1             | 3             | 6             | 6             | 0             | 47,6          |               |
| 6             | Santa Cruz-RN       | 7             | 7             | 2             | 1             | 4             | 6             | 10            | -4            | 33,3          |               |
| 7             | Corintians de Caicó | 6             | 7             | 2             | 0             | 5             | 12            | 17            | -5            | 28,6          |               |
| 8             | Baraúnas            | 4             | 7             | 1             | 1             | 5             | 9             | 15            | -6            | 19,0          |               |

| Copa Cidade de Natal de 2014         |
| ------------------------------------ |
|                                      |
| América de Natal Campeão (1º título) |

|  |                                                                              |
|  | Campeão da Copa Cidade de Natal, ganha uma vaga na Copa do Nordeste de 2015. |

### Desempenho por rodada
Clubes que lideraram ao final de cada rodada:
| Rodadas | Rodadas | Rodadas | Rodadas | Rodadas | Rodadas | Rodadas |
| ------- | ------- | ------- | ------- | ------- | ------- | ------- |
| 1       | 2       | 3       | 4       | 5       | 6       | 7       |
| GLO     | GLO     | AME     | AME     | AME     | AME     | AME     |

Clubes que ficaram na última posição ao final de cada rodada:
| Rodadas | Rodadas | Rodadas | Rodadas | Rodadas | Rodadas | Rodadas |
| ------- | ------- | ------- | ------- | ------- | ------- | ------- |
| 1       | 2       | 3       | 4       | 5       | 6       | 7       |
| BAR     |         |         |         |         |         |         |

## Final do campeonato

### Jogo de Ida
| 16 de abril de 2014 | Globo                  | 1 - 2          | América de Natal | Barretão, Ceará-Mirim                                  |
| 20:30               | Renatinho Potiguar 13' | Súmula Borderô | Max 55', 70'     | Público: 2 774 Árbitro: RS Leandro Pedro Vuaden (FIFA) |

### Jogo de Volta
| 30 de abril de 2014 | América de Natal | 0 - 0          | Globo | Arena das Dunas, Natal                                 |
| 20:00               |                  | Súmula Borderô |       | Público: 19 449 Árbitro: SC Héber Roberto Lopes (FIFA) |

| Campeonato Potiguar de 2014           |
| ------------------------------------- |
|                                       |
| América de Natal Campeão (34º título) |

| Vice Campeão: | Terceiro Colocado: | Equipe mais:     | Artilheiro:           | Melhor goleiro: |
| ------------- | ------------------ | ---------------- | --------------------- | --------------- |
| Globo         | Alecrim            | América de Natal | Ricardo Lopes (Globo) | Rafael (Globo)  |

## Classificação Geral
Classificação atualizada da fase final do Campeonato Potiguar Chevrolet 2014 somando Copa RN + Copa Cidade de Natal.